# Tatars au Canada
Les tartars au Canada sont des citoyens canadiens d’origine tatare résidant au Canada. Selon le recensement de 2011, 2 850 Canadiens se réclamaient d'une ascendance tatare. La plupart d’entre eux (1 245−2 000) vivent à Toronto, en Ontario.
Chaque année, un groupe d'activistes tatars organise le festival Sabantuy à Montréal, Toronto et Calgary, qui rassemble des Tatars, des Bachkirs et des membres d'autres diasporas turques de tout le pays.

## Canadiens tatars célèbres
- Daria Gaiazova, skieuse de fond canadienne[3]